# Reece Ushijima

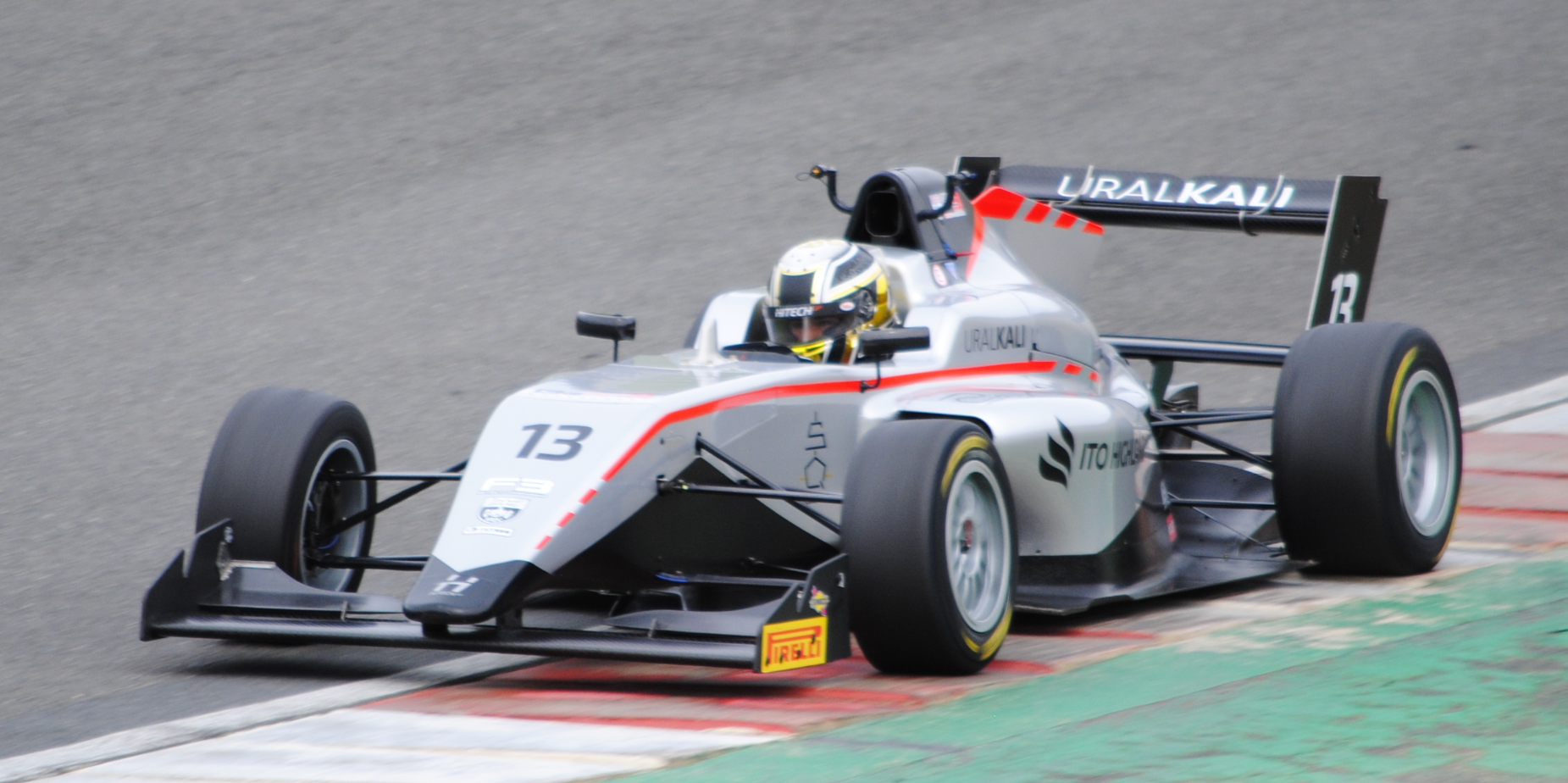
Reece Ushijima op Brands Hatch in 2021

Reece Ushijima (Laguna Hills, Californië, 13 januari 2003) is een Amerikaans-Japans autocoureur die met een Britse racelicentie rijdt.

## Carrière
Ushijima begon zijn internationale autosportcarrière in het karting in 2017, toen hij debuteerde in de SKUSA SuperNationals. In 2019 kwam hij uit in de X30 Senior-categorie in de IAME Asia, IAME Euroseries, IAME Series Benelux en Super One, alsmede in de Aziatische en Britse kartkampioenschappen. Hij werd tweede in het Aziatische kampioenschap en derde in de IAME Asia Final.
Aan het eind van 2019 debuteerde Ushijima in het formuleracing. Hij debuteerde in het winterkampioenschap van de Britse Formule Ford en werd derde en tweede in de races, nadat hij pole position had behaald. In de winter van 2019 op 2020 nam hij deel aan de MRF Challenge. Hij behaalde een pole position op de Dubai Autodrome en behaalde zijn beste resultaat met een vierde plaats op het Madras Motor Race Track. Met 104 punten werd hij zevende in het kampioenschap. In 2020 kwam hij uit in het BRDC Britse Formule 3-kampioenschap bij het team Hitech Grand Prix. Hij behaalde twee podiumplaatsen op Donington Park en Brands Hatch en werd met 244 punten elfde in de eindstand.
In 2021 begon Ushijima het seizoen in het Aziatische Formule 3-kampioenschap bij Hitech. Hij eindigde regelmatig in de top 10, met een vijfde plaats in Dubai als zijn beste resultaat. Hij werd met 45 punten twaalfde in het klassement. Vervolgens keerde hij terug naar de Britse Formule 3, dat halverwege het seizoen van naam veranderde naar het GB3 Championship, en zette hierin zijn samenwerking met Hitech voort. Hij won twee races op Silverstone en behaalde hiernaast een podiumfinish op Brands Hatch en drie podia op Donington Park. Met 366 punten werd hij achter Zak O'Sullivan, Ayrton Simmons en Christian Mansell vierde in het eindklassement.
In 2022 debuteerde Ushijima in het FIA Formule 3-kampioenschap, waarin hij uitkwam voor het nieuwe team Van Amersfoort Racing. Hij behaalde een podiumplaats op Silverstone en werd zo met 13 punten twintigste in de eindstand.
In 2023 keert Ushijima terug naar zijn geboorteland om deel te nemen aan het USF Pro 2000 Championship bij het team Jay Howard Driver Development.